# Pałubin
Pałubin [pronunciación en polaco: /paˈwubin/] es un pueblo ubicado en el distrito administrativo de Gmina Stara Kiszewa, dentro del Condado de Kościerzyna, Voivodato de Pomerania, en Polonia del norte. Se encuentra aproximadamente a 4 kilómetros al este de Stara Kiszewa, a 21 kilómetros al sureste de Kościerzyna, y a 50 kilómetros al suroeste de la capital regional Gdańsk.
El pueblo tiene una población de 264 habitantes.